# 阿尔勒夫
阿尔勒夫（法語：Arleuf，法語發音：[aʁlœf]）是法国涅夫勒省的一个市镇，属于希农堡（城）区。

## 地理
阿尔勒夫（47°2'41"N, 4°1'21"E）面积59.77 平方千米，位于法国勃艮第-弗朗什-孔泰大區涅夫勒省，该省份为法国中部省份，北至约讷省，西北接卢瓦雷省，西接谢尔省，南至阿列省，东南接索恩-卢瓦尔省，东临科多尔省。
与阿尔勒夫接壤的市镇（或旧市镇、城区）包括：拉沃德弗雷图瓦、阿诺、希农堡（乡）、科朗西、法尚、格吕昂格莱讷、圣普里。

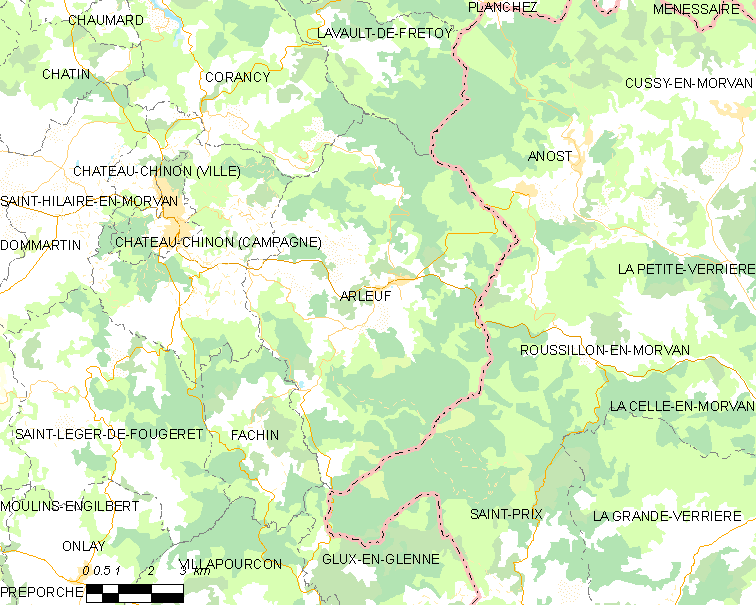
阿尔勒夫的OSM定位图

阿尔勒夫的时区为UTC+01:00、UTC+02:00（夏令时）。

## 行政
阿尔勒夫的邮政编码为58430，INSEE市镇编码为58010。

## 政治
阿尔勒夫所属的省级选区为希农堡县。

## 人口

1962-2008年间阿尔勒夫人口变化图示

阿尔勒夫于2022年1月1日时的人口数量为641人。